# Пилипчук Володимир Мефодійович
Володимир Мефодійович Пилипчук (18 червня 1948, Глинськ, Здолбунівський район, Рівненська область — 22 січня 2025, Рівне)  — український політик, державний та громадський діяч, науковець. Борець за незалежність України у ХХ сторіччі. Народний депутат України І-ІІ скликань. Кавалер ордену «За заслуги» ІІ—ІІІ ступенів. Академік  Академії економічних наук України, професор.

## З біографії
Українець. Народився 18 червня 1948 року у с. Глинськ Рівненської області.

### Навчання
1955 — 1966 роки — навчання у Глинській середній школі.
1966 — 1971 роки — студент Київського технологічного інституту легкої промисловості.
1982 — 1985 роки — аспірант Всесоюзного науково-дослідного інституту промбудматеріалів СРСР (ВДНІЕБМ СРСР, м. Москва). Достроково захистив дисертацію.
У 1994 році навчався в Економічному інституті міста Болдер (Колорадо, США) по програмі підготовки урядових керівних кадрів України з питань ринкової економіки.

### Трудова діяльність
1971 — 1982 роки — інженер Київського пуско-налагоджувального управління «Оргенергоавтоматика», ст. інженер, начальник лабораторії вимірювальної техніки та автоматики, головний спеціаліст Любомирського силікатного заводу, головний спеціаліст Рівненського обласного об'єднання промисловості будівельних матеріалів, директор Могилянського заводу дренажних труб.
1982 — 1985 роки — аспірант, економіст, ст. економіст-дослідник Всесоюзного науково-дослідницького інституту економіки промбудматеріалів (м. Москва).
1986 — 1990 роки — старший викладач, доцент Українського інституту інженерів водного господарства.
1990 — 1994 роки — народний депутат України I скликання, член Президії Верховної Ради України, Голова постійної Комісії з питань економічної реформи і управління народним господарством.
1991 — 1993 роки — професор Київського інституту народного господарства.
1994 — 1998 роки — народний депутат України II скликання.
2000 — 2008 роки — науковий консультант Інституту економіко-математичного моделювання.

### Суспільно-політична діяльність
1975 — 1990 роки — член КПРС. Вийшов з КПРС за рік до ГКЧП.
1982 — 1983 роки — депутат Острозької районної ради народних депутатів (Рівненська область).
У 1989 році був одним з організаторів громадсько-політичної організації НРУ, був членом економічної колегії та членом Великої Ради РУХу, головою осередку РУХу в Українському інституті інженерів водного господарства, головою Рівненської обласної організації НРУ. З РУХу не виходив. Після розпаду РУХу, в знак протесту проти дезінтеграції РУХу, ні в одну з політичних партій (в тому числі партій- «осколків» РУХу) не вступив.
1990 рік — депутат Рівненської обласної Ради народних депутатів, склав повноваження в зв'язку з обранням Головою постійної Комісії Верховної Ради України.
1990 — 1998 роки — народний депутат України I-го та II-го скликань.
Очолюваною ним Комісією (за часів СРСР) були організовані розробка дизайну гривні, розрахунку кількості грошових знаків в обороті, та визначення структури номіналів, пошук потужностей по її виготовленню за кордоном, ініціатор варіантів створення в Україні виробничих потужностей по виготовленню національної валюти.
У Верховній Раді першого скликання — співавтор та організатор розробки Комісією з питань економічної реформи і управління народним господарством 196 законопроектів, з яких прийнято Верховною Радою України — 114. Законопроектів, спрямованих на суверенізацію економіки України і її одночасну трансформацію на ринкові підвалини розвитку.
Найважливіші з них:
- Декларація про державний суверенітет України;
- Концепція та Програма переходу України до ринкової економіки;
- Постанови Верховної Ради України з питань запровадження національної валюти — гривні;
- Закон України «Про економічну самостійність України»;
- Закон України «Про власність»;
- Закон України «Про підприємництво»;
- Закон України «Про цінні папери та фондову біржу»;
- Закон України «Про банки та банківську діяльність»;
- Закон України «Про аудиторську діяльність»;
- Закон України «Про банкрутство»;
- Закон України «Про заставу» (майна);
- Закон України «Про оренду майна»;
- Закон України «Про господарські товариства»;
- Закон України «Про концесії»;
- Закон України «Про зовнішньоекономічну діяльність»;
- Закон України «Про захист іноземних інвестицій».

Комісією під керівництвом Пилипчука розроблено все антимонопольне законодавство, Закони про розвиток конкуренції, антидемпінгове та митне законодавство. Через комісію проходив підготовку до другого читання весь пакет приватизаційних законів, який був розроблений і поданий Кабінетом Міністрів України.
Розроблений Пилипчуком проєкт Закону України Про приватизацію  шляхом підписки на майно через єдину комп’ютерну мережу, що  виключав ваучерну схему приватизації, втручання в процес приватизації і зловживань під час її проведення не знайшов підтримки. За цим законом приватизація мала бути проведена швидко і завершитися в 1994 році. Верховною Радою України  цей Закон був відхилений. В Україні була прийнята і реалізована модель приватизації, і відповідні Закони що були запропоновані Урядом.
Входив до Народної Ради, до меншості, до структури опозиційної до правлячої комуністичної «групи 239» у Верховній Раді 1-го скликання.
Двічі висувався Народною Радою на посаду прем’єр-міністра України і двічі кандидатура Володимира Пилипчука не знаходила необхідної кількості голосів підтримки.
1992 — 1994 роки — член Парламентської Асамблеї Організації по безпеці та співробітництву в Європі, парламентарем ПА ОБСЄ двічі обирався віце-президентом
Генерального Комітету ПА ОБСЄ з питань економіки, науки, технологій та довкілля. Виступав від ПА ОБСЄ з доповідями на Празькому економічному форумі, на Саміті міністрів економіки країн ЄС в Едінбурзі, на зустрічах вищих посадових осіб ПА ОБСЄ та керівників Європейських держав на Мальті на засіданнях Генерального Комітету ПА ОБСЄ в Будапешті, Валеті (Мальта), Відні і Гельсінкі. Виступав, як експерт «Ради Сімки» в Токіо.
Очолював і був членом більше десяти парламентських делегацій від України на міжнародних зустрічах з політичних та економічних питань. Брав участь у Стамбулі (Туреччина) у розробці засновницьких документів Парламентської Асамблеї Чорноморського Економічного Співробітництва (ПА ЧЕС). Був одним з ініціаторів заснування Балто-Чорноморської Асамблеї економічного співробітництва яка, на жаль, не була створена.
Метою зовнішньополітичних зусиль Пилипчука було: визнання України як рівноправного суб'єкта міжнародного права, створення відповідного «клімату» для інтеграції України в міжнародні політичні та фінансові структури, зняття по відношенню до України дискримінаційних обмежень в міжнародному розподілі праці та отримання для неї преференцій.
1994 — 1998 роки — народний депутат України другого скликання. Розроблено самостійно 28 законопроектів, в тому числі три програми спрямовані на вихід економіки України з кризового стану.
У 1993 році — обраний дійсним членом Академії економічних наук України.
З різним ступенем досконалості знає російську, німецьку, польську, та англійську мови.
Нині — пенсіонер. Позапартійний.

## Сім'я
- Батько — Пилипчук Мефодій Тимонович (1917 — 1989) — народився й мешкав у Глинську Здолбунівського району, Рівненської області. Працював агрономом в колгоспі «Дружба» села Глинськ.
- Мати — Пилипчук Неоніла Миронівна (1914 — 1987) — народилася й мешкала у Глинську Здолбунівського району, Рівненської області. За життя — домогосподарка.
- Сестра — Галина ( 1937 - 2023) — за освітою — агроном,  мешкала у Глинську.
- Брат — Василь Мефодійович Пилипчук нар. 1956) — інженер-механік.

- Має доньку та сина і четверо онуків. Всі живуть і працюють в Україні.

## Нагороди
- Орден «За заслуги» III ступеню (29 червня 1998) [3]
- Орден «За заслуги» II ступеню (18 листопада 2009) [4]
- Почесна Грамота Рівненської Обласної Ради з нагоди 20-річчя створення Народного Руху України (17 липня 2009).
- Почесна Грамота Верховної Ради України(12 липня 2010) — «За особливі заслуги перед Українським народом».

## Творчий доробок
Автор більше 250 наукових праць та публікацій з питань макроекономіки та мікроекономіки, більше 30 разів виступав з доповідями на міжнародних наукових конференціях, в тому числі в Гарвардському, Йєльському, Індіанапольському, Торонтонському університетах, Массачусетському технологічному інституті, а також в наукових та дослідницьких закладах Японії, Франції, Англії, Німеччини, Канади. Галузь наукових досліджень: «Макро- та мікроекономіка». Галузь наукових інтересів — теорія стійкості економіки.
Нижче наведено перелік найбільше популярних в мережі Інтернет робіт:
- «Відкритий лист Президенту України пану Януковичу В. Ф.[5].
- Проблеми і перспективи європейської інтеграції України[6].
- Політичний аспект мовної проблеми на дузі «Москва-Київ-Тель-Авів»[7].
- Дошкуляти «слов'янським братам» — професійна забава Росії[8].
- Ще раз про митний союз[9].
- Крах СРСР як етап напіврозпаду Російської Імперії[10].
- Під час ГКЧП у Кравчука були в запасі шапки з червоними зірками й тризубом [11].
- Москва спрямовує дії псевдоєврейських організацій в Україні [12].
- Чому олігархи «рівніші» перед законом? Лист до Президента України [13].
- Влада зрозуміла — з Росією не можна домовлятися [14].
- Планіда України[15].
- Політика поступок Росії себе вичерпала [16].
- Україна таки має злізти з одного зі стільців — російського[17].
- "Регіоналам" потрібно позбутися хвороби васала та припинити курс на Росію[18].
- Настанови для громадян України [19]
- Щоб вирішувати державні проблеми, Януковичу слід стати розважливим філософом[20].
- З Росією неможливо досягти ринкової ціни на газ[21].
- У Януковича не знають, що робити з Тимошенко?[22].
- Європейська симфонія з російською партитурою, або реквієм за розумом партії регіонів[23].
- «Регіонали» хочуть інтегруватися в Європу, перебуваючи на короткому поводку в Москви[24].
- Команда Януковича опинилася в блокаді не від великого розуму [25].
- «Камо грядєші», владо України?[26].
- Розраховуватися з Росією рублями — рішення паліативне.[27].
- Розрахунки в рублях за газ призведуть до фінансової залежності від Росії[28].
- Влада за хабар готова здати ГТС[29].
- Опозиціонер Пилипчук прагне допомогти Януковичу провести чесні вибори[30].
- «Крестовий поход» на Україну[31].
- Володимир Пилипчук: «Хлопці, не грайте з Партією регіонів у піддавки»[32].
- «ГКЧП» донецького розливу[33].
- Партія регіонів уже програла ще до голосування[34].
- Збройний напад Росії на територію України![35].
- Дві різні церкви, два різних народи, два протилежні взаємовиключні підходи![36].
- Зміна газових відносин з Росією в переддень Асоціації Україна-ЄС[37].
- День перемоги: і свято, і пучок протиріч, і концентрат політизації…[38].
- Європа повернулася обличчям до держави Україна[39].
- Гарант — у «криївці», а трагікомедія під назвою «вибори» триває[40].
- Для девальвації гривні немає ні економічних, ні юридичних підстав[41].
- Податок на продаж валюти — багатоповерхова провокація і диверсія[42].
- Нові «шедеври профффесіоналізму» від команди Януковича! Жах![43].
- Газовий консорціум лише з Європою[44].
- Політика НБУ або елементарно безграмотна, або цинічно грабіжницька[45].
- Команда Януковича планує черговий провал чергової реформи, чи «покращення»…здирництва?[46].
- Як вирішити проблему авантюризму біпатридів в Україні[47].
- НБУ перестав бути «Гарантом Стабільності Гривні» та є небезпечним для України[48].
- Про 9 травня: без гніву й пристрасті[49].
- Російський фальсифікат Дня перемоги підхоплює Партія регіонів[50].
- Міліція продовжує беззаконня[51].
- Українські банки потребують захисту від… своїх банкірів[52].
- Команда Януковича опинилася в блокаді не від великого розуму[53].
- Янукович-Азаров за роки правління примудрилися втричі збільшити держборг України[54].
- Чому Китай не підтримав резолюцію РадБезу ООН по Україні?[55].
- Російському диктату в Україні прийшла пора сказати рішуче НІ![56].
- Кого обирати? Як змусити обраних діяти в інтересах суспільства? [57].
- Одні стають інвалідами війни на фронті, а інші — інвалідами совісті в тилу [58].
- Як зупинити російсько-українську війну?[59].
- Потрібне тотальне «перезавантаження» влади[60].
- Володимир Пилипчук: «Порошенко — „главарь“ п'ятої колони Москви в Україні?»[61].
- Західні цінності — міф чи реальність? [62].
- Мінські угоди є відверто антиконституційними і спрямовані на затягування збройного конфлікту[63].
- Децентралізацію можна провести без змін чинної Конституції[64].
- Відомий політик закликав владу закрити внутрішній фронт проти патріотів України[65].
- Катастрофічне зубожіння народу — результат цілеспрямованої цинічної політики влади[66].
- В інформаційній війні треба активно діяти, а не стояти в позі страуса[67].
- Терміново міняйте команду, бо змінять Вас![68].
- Уряд — організатор і виконавець більшості наших невдач[69].
- Володимир Пилипчук запропонував Президентові України добровільно скласти з себе повноваження[70].
- Мінські угоди мають статус бандитського договорняка[71].
- Україна мала б ініціювати створення міжнародного суду ООН з питань захисту суверенітету, — експерт [72].
- Вся центральна влада в Україні антиукраїнська і промосковська! — політик, екс-нардеп[73].
- Нинішня влада — чистої води криміналітет! Корупціонери, злодії, вбивці і расисти, — екс-нардеп[74]
- Вся центральна влада в Україні антиукраїнська і промосковська! — політик, екс-нардеп[73].
- "Русскій мір" як інтегральна форма сучасної експансії Кремля, — Володимир Пилипчук (частина перша)[75].
- «Русскій мір» як інтегральна форма сучасної експансії Кремля, — екс-нардеп (ч. 2 — продовження теми)[76].
- Рідкісний випадок: земляки пам'ятають і цінують діяльність нардепа[77].